# Porth Hellick Down

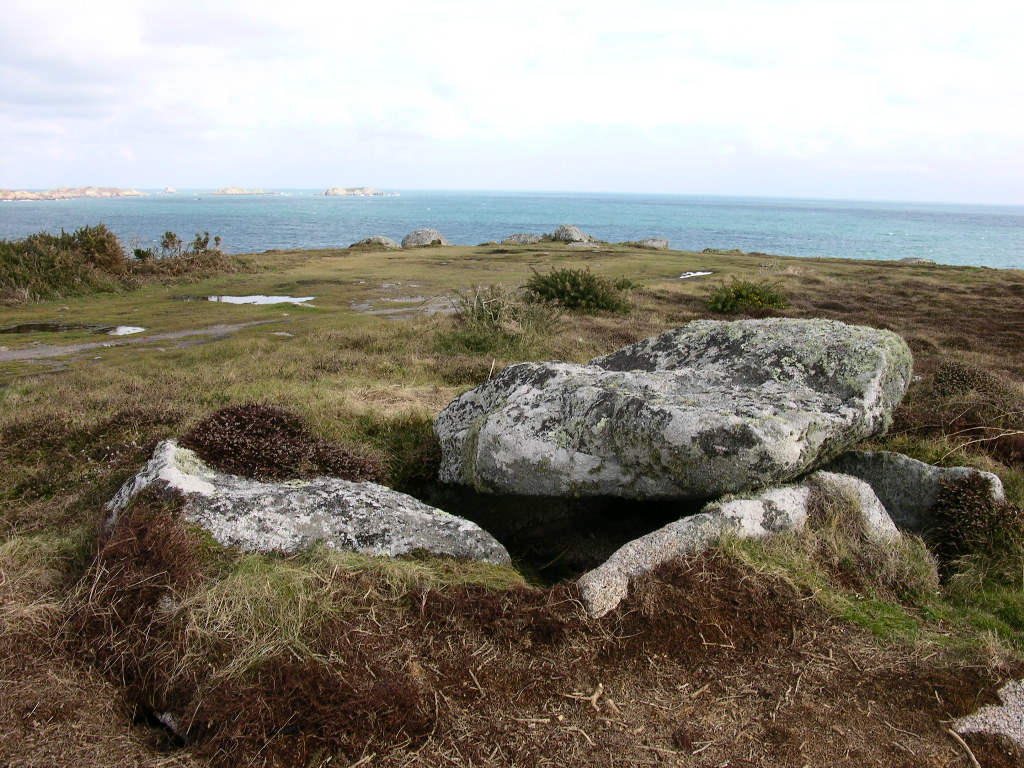
Porth Hellick Down

Porth Hellick Down (auch The Great tomb on Porth Hellick Down genannt) liegt etwa 2,2 km östlich von Hugh Town auf der Scilly-Insel St Mary’s in Cornwall in England und ist ein Entrance Grave des Typs „Scillonian entrance graves“.
Dies ist die größte einer Gruppe von acht Megalithanlagen (vier davon sind gut erhalten) auf Porth Hellick Downs im Osten der Insel. Es hat etwa 12,0 m Durchmesser mit einem 3,6 m langen Gang, der hinter einem Barrierestein zu einer etwa 10,0 m langen Kammer führt, die mit vier Decksteinen von 2,5 m Länge und 1,25 m Breite bedeckt ist.
Die Stätte wurde 1899 vom Altertumsforscher George Bonsor ausgegraben. Bonsors Ausgrabung ist die erste detailliert dokumentierte Ausgrabung auf Scilly.